# العلاقات الأنغولية النيبالية
العلاقات الأنغولية النيبالية هي العلاقات الثنائية التي تجمع بين أنغولا ونيبال.

## مقارنة بين البلدين
هذه مقارنة عامة ومرجعية للدولتين:
| وجه المقارنة                                              | أنغولا           | نيبال                             |
| --------------------------------------------------------- | ---------------- | --------------------------------- |
| المساحة (كم2)                                             | 1.25 مليون       | 147.18 ألف                        |
| عدد السكان (نسمة)                                         | 29.78 مليون      | 29.40 مليون                       |
| الكثافة السكانية (ن./كم²)                                 | 23.82            | 199.76                            |
| العاصمة                                                   | لواندا           | كاتماندو                          |
| اللغة الرسمية                                             | اللغة البرتغالية | اللغة النيبالية                   |
| العملة                                                    | كوانزا أنغولي    | روبية نيبالية                     |
| الناتج المحلي الإجمالي (بليون دولار)                      | 124.21 مليار     | 24.47 مليار                       |
| الناتج المحلي الإجمالي (تعادل القوة الشرائية) بليون دولار | 184.83 مليار     | 70.20 مليار                       |
| الناتج المحلي الإجمالي الاسمي للفرد دولار أمريكي          | 4.10 ألف         | 743                               |
| الناتج المحلي الإجمالي للفرد دولار أمريكي                 |                  | 2.37 ألف                          |
| مؤشر التنمية البشرية                                      | 0.533            | 0.548                             |
| رمز المكالمات الدولي                                      | +244             | +977                              |
| رمز الإنترنت                                              | .ao              | .np                               |
| المنطقة الزمنية                                           | ت ع م+01:00      | UTC+05:45، التوقيت الموحد لنيبال ‏ |

## منظمات دولية مشتركة
يشترك البلدان في عضوية مجموعة من المنظمات الدولية، منها:
| علم المنظمة | اسم المنظمة                        | تاريخ انضمام أنغولا | تاريخ انضمام نيبال |
| ----------- | ---------------------------------- | ------------------- | ------------------ |
|             | منظمة الشرطة الجنائية الدولية      | ?                   | ?                  |
|             | منظمة التجارة العالمية             | ?                   | ?                  |
|             | منظمة حظر الأسلحة الكيميائية       | ?                   | ?                  |
|             | مؤسسة التمويل الدولية              | 19 سبتمبر 1989      | 7 يناير 1966       |
|             | يونسكو                             | 11 مارس 1977        | 1 مايو 1953        |
|             | البنك الدولي للإنشاء والتعمير      | 19 سبتمبر 1989      | 6 سبتمبر 1961      |
|             | مؤسسة التنمية الدولية              | 19 سبتمبر 1989      | 6 مارس 1963        |
|             | الأمم المتحدة                      | 1 ديسمبر 1976       | 14 ديسمبر 1955     |
|             | وكالة ضمان الاستثمار متعدد الأطراف | 19 سبتمبر 1989      | 9 فبراير 1994      |
|             | الاتحاد البريدي العالمي            | ?                   | ?                  |

## وصلات خارجية
- موقع وزارة الخارجية الأنغولية
- موقع وزارة الخارجية النيبالية